# الوطاة (الدوادمي)
الوطاة، هي قرية من فئة (ب) تقع في محافظة الدوادمي، والتابعة لمنطقة الرياض في السعودية. وتبعد الوطاة عن محافظة الدوادمي بمسافة تقارب () كم.